# Black Session (Yann Tiersen)
Albums de Yann Tiersen
Tout est calme
(1999) Le Fabuleux Destin d'Amélie Poulain
(2001)
Black Session est le premier album live de Yann Tiersen, enregistré lors d'une Black Session de l'émission de radio C'est Lenoir. Elle a été enregistrée au TNB en ouverture des Transmusicales de Rennes le 2 décembre 1998.
La première édition de ce disque était limitée et numérotée.

## Liste des titres
1. Sur le fil - 3:07
2. Geronimo - 1:56 - chanté par Neil Hannon
3. Life on Mars - 3:09 - chanté par Neil Hannon
4. La Rupture - 2:44 - chanté par Claire Pichet
5. Monochrome - 3:29 - chanté par Dominique A
6. Les Bras de mer - 3:07 - chanté par Dominique A
7. Roma amor - 4:00 - chanté par Christian Quermalet
8. Tout est calme - 3:27 - chanté par Yann Tiersen
9. À ton étoile - 3:46 - chanté par Bertrand Cantat
10. La Crise - 2:35 - chanté par Claire Pichet
11. Les Forges - 4:01 - chanté par Françoiz Breut
12. La Noyée - 2:26
13. Ginette - 4:49 - chanté par Christian Olivier
14. La Terrasse - 3:40 - chanté par Yann Tiersen
15. Bon voyage - 2:25 - chanté par Mathieu Boogaerts
16. Le Quartier - 2:17

Paroles et musiques Yann Tiersen, excepté :
- Geronimo paroles et musiques de Neil Hannon
- Life on Mars paroles et musiques de David Bowie
- Les Bras de mer et Les Forges paroles et musiques de Dominique A
- Roma amor paroles et musiques de The Married Monk
- À ton étoile paroles et musiques de Bertrand Cantat/Noir Désir
- Ginette paroles et musiques de Christian Olivier/Têtes Raides
- Bon voyage paroles et musiques de Mathieu Boogaerts

## Musiciens
- Christian Quermalet sur les morceaux 2, 3, 4, 5, 6, 7, 8, 9, 10, 11, 14 et 16
- Le Quatuor A Cordes sur les morceaux 2, 3, 6, 7, 8, 9 et 11
- The Married Monk sur les morceaux 5, 6, 7, 8, 9, 10, 11 et 14
- Olivier Mellano sur La Crise
- Les Têtes Raides sur La Noyée et Ginette.
- Yann Tiersen : tous les autres instruments